# Хавьер, Рейнальдо
Рейнальдо Хавьер Ривера (род. 13 сентября 1963 года) — американский серийный убийца испанского происхождения, который похитил, изнасиловал и убил четырёх женщин в Южной Каролине и Джорджии в период с 1999 по 2000 год. Он был признан виновным в одном из этих убийств и в Джорджии приговорён к смертной казни, где он до сих пор находится в камере смертников.

## Биография
Рейнальдо родился в Мадриде, Испания, в семье врача, а когда ему было семь лет, вместе с семьей переехал в Пуэрто-Рико. В 19 лет он поступил на службу в ВМС США, служил в Орландо, штат Флорида, и Сан-Диего, штат Калифорния. Будучи уже взрослым, с декабря 1986 года по март 1991 года Ривера работал в Объединённом комитете начальников штабов в Вашингтоне, округ Колумбия, посещал Университет Южной Каролины, где получил степень в области офисного администрирования. Ранее он проживал в Гранитевилле, Колумбии и Файетвилле, Северная Каролина, а затем поселился в Северной Огасте. В День святого Валентина в 1993 году он женился на Тэмми Лизе Боннетт, у них родилось двое детей. К 1998 году Ривера работал инспектором в компании Firestone Tire and Rubber Company в Айкене.

## Серия убийств
17 июля 1999 года бесследно исчезла 17-летняя Мелисса Фэй Дингесс из Гранитевилля, штат Южная Каролина. В ходе последующих поисков помощники шерифа округа Айкен сообщили, что девушку, подходящую под описание Дингесс, видели два раза в сопровождении пожилого белого мужчины с тёмными волосами. В первом случае она села в тёмный автомобиль, а во втором — в ярко-красный четырёхдверный. 13 октября 2000 года её скелет были найдены в лесу у шоссе I-20 недалеко от Харлема, штат Джорджия, в семи милях к востоку от реки Саванна, после того как Ривера дал полиции указания относительно места захоронения.
4 декабря 17-летняя Тиффани Шриз Уилсон из Джексона пропала, когда она и её двухмесячная дочь Кейтлин посещали продуктовый магазин Winn-Dixie в Северной Огасте. Её машина была найдена на стоянке; свидетели видели, как она села в белый четырёхдверный Ford, который ненадолго там остановился и так же быстро уехал. Три дня спустя Кейтлин была найдена брошенной в своей переноске перед центром приёма беженцев в Джорджии на границе штата. Подозревая похищение, власти обыскали районы вдоль шоссе I-20 и шоссе 25, найдя одежду, которая предположительно принадлежала Уилсон. 30 декабря двое охотников обнаружили тело молодой женщины в густом лесу недалеко от Гранитвилля. Позднее по отпечаткам пальцев погибшая была опознана как Уилсон. По словам коронеров, её руки были связаны за спиной, она была изнасилована и впоследствии получила удар ножом в спину.
19 июня 2000 года 18-летняя Табита Ли Босделл из Огасты, штат Джорджия, исчезла при обстоятельствах, схожих с предыдущими жертвами. По словам членов её семьи, они высадили её в Huddle House, где она собиралась устроиться на вторую подработку, прежде чем отправиться на свою основную работу телемаркетолога. Ривера не был обвинен в её убийстве до 16 октября, когда останки были опознаны.
Последней была убита 21-летняя Марни Мари Глист, военнослужащая Форт-Гордон. Ривера напал на неё в её доме 5 сентября, она получила тяжелые ранения, но выжила. Она была доставлена в местную больницу, где через пять дней скончалась.

## Арест и суд
10 октября 2000 года Ривера подошёл к 18-летней Крисили Бартон на парковке ресторана Huddle House в Северной Августе, представился владельцем эскорт-услуг и модельным агентом, выразив желание сфотографировать девушку. Бартон согласилась и пригласила его к себе домой, после чего Рейнальдо изнасиловал её и трижды ударил в горло ножом для стейков, который он взял с кухни. Бартон пережила нападение, и с её помощью следователи вышли на Ривера, который скрывался в мотеле в Южной Каролине. Когда его обнаружили, он попытался покончить жизнь самоубийством, перерезав себе вены, но ему помешали офицеры, спустя несколько дней его отправили в Медицинский колледж Джорджии, где он содержался под наблюдением в изолированной камере.
Обвиненный в убийствах Уилсон, Босделлы и Глист, а также в покушении на убийство Бартон, Ривера в итоге был осужден только за убийство Глист и нападение на Бартона. В конце судебного процесса Рейнальдо заявил присяжным, что он психически болен и врачи должны изучить его недуг, чтобы найти от него лекарство. Кроме того, он сказал, что до сих пор фантазирует об убийстве своих жертв, предупредил, что сделает это снова, если его освободят, и попросил смертной казни. В конце концов, он был приговорён к смертной казни за убийство Глист и по сей день находится в камере смертников в государственной тюрьме Джорджии.